# Phidippus phoenix
Phidippus phoenix är en spindelart som beskrevs av Edwards 2004. Phidippus phoenix ingår i släktet Phidippus och familjen hoppspindlar. Inga underarter finns listade i Catalogue of Life.